# Jost Walbaum
Jost Walbaum, Geburtsname Josef Anton Walbaum, (* 22. Januar 1889 in Steinheim/Westf.; † 6. Dezember 1969 in Laatzen) war ein deutscher Mediziner, Röntgenologe, Amtsarzt sowie nationalsozialistischer Politiker und SA-Oberführer.

## Frühe Jahre
Jost Walbaum war der Sohn des Viehhändlers Anton Walbaum. Er beendete seine Schullaufbahn am Gymnasium mit dem Abitur und absolvierte ein Medizinstudium an den Universitäten Würzburg, Kiel, Rostock und München und promovierte 1919 mit der Dissertation: Über Schußverletzungen des Kehlkopfs und der Kehlkopfnerven an der Universität Rostock zum Dr. med. Am Ersten Weltkrieg nahm Walbaum als Soldat des Bayrischen Infanterieregiments 226 von August 1914 bis August 1918 teil. In Berlin heiratete Walbaum am 20. Februar 1919 die Direktorentochter Ingeborg Katz; zu dieser Zeit war er als praktischer Arzt in Steinheim/Westf. ansässig.
Ab 1919 war er als Assistenzarzt und von 1920 bis 1933 als Allgemeinmediziner tätig. Zwischenzeitlich hatte er 1928 die Dispensierprüfung zur homöopathischen Behandlung abgelegt. Danach war er als Facharzt für Röntgenologie beschäftigt. Seit 1909 war Walbaum Mitglied der katholischen Studentenverbindung KDStV Markomannia Würzburg.

## Zeit des Nationalsozialismus
Anfang August 1930 trat Walbaum der NSDAP bei (Mitgliedsnummer 289.493). Zudem wurde er 1932 Mitglied der SA und stieg dort im Januar 1940 bis zum SA-Oberführer auf. Ab 1933 war er zunächst kommissarisch als Stadtarzt tätig und wurde bereits 1934 ordentlicher Stadtarzt in Berlin. Ab 1935 war er in Personalunion zusätzlich Amtsarzt und leitete das Gesundheitsamt in Berlin-Tiergarten. Von 1937 bis 1943 war Walbaum Amtsarzt sowie Magistratsobermedizinalrat in Berlin. Des Weiteren bekleidete er folgende Ämter: Referent für Gesundheitswesen bei der Kommunalpolitischen Abteilung (1931), Kreisamtsleiter für Volksgesundheit (1934), Richter am Erbgesundheitsgericht (1934), Gaustellenleiter im Gauamt Kommunalpolitik in Berlin (1934–1937). Außerdem gehörte Walbaum von 1933 bis 1934 der Stadtverordnetenversammlung in Berlin an. Walbaum, der Hermann Göring wegen dessen Morphinabhängigkeit behandelt hatte, wurde dessen Freund.

### Zweiter Weltkrieg
Nach Beginn des Zweiten Weltkrieges war Walbaum ab dem 15. Dezember 1939 Abteilungsleiter und Gesundheitsführer des Amtes Gesundheit im Generalgouvernement (GG) im Range eines Gesundheitsministers. Als Beauftragter des Reichsgesundheitsführers im GG war er zusätzlich Gebietsgesundheitsführer und damit mit allen Angelegenheiten, die deutsche Mediziner, Pfleger etc. im GG betrafen betraut. Ab 1940 war Walbaum auch Leiter der Gesundheitskammer im GG. Ab April 1941 leitete er die Abteilung Gesundheit der Innenverwaltung des Generalgouvernements.
Walbaum war unter anderem verantwortlich für die Ghettos in Warschau, Lublin und Łódź. Im Oktober 1941 äußerte er sich öffentlich auf einer Arbeitstagung in Bad Krynica zum Thema „Seuchenbekämpfung“: „Es gibt nur zwei Wege, wir verurteilen die Juden im Ghetto zum Hungertode oder wir erschießen sie. Wenn auch der Endeffekt derselbe ist, das andere wirkt abschreckender.“
Ende 1942/Anfang 1943 wurde Walbaum von seinen Funktionen im GG entbunden. Walbaum selbst gab nach Kriegsende an, dass der Grund für seine Absetzung seine Widerstandstätigkeit gewesen sei. Sein ehemaliger Kollege Friedrich Siebert hingegen hielt Walbaum für „ehrgeizig und titelsüchtig“ und begründete dessen Absetzung mit dem unverhältnismäßig hohen Einkommen, das sich Walbaum als Leiter der Ärztekammer im GG zugeschanzt hatte. Im Mai 1943 wurde er Stadtmedizinalrat und Gesundheitsdezernent in Münster.

## Nach Kriegsende
Nach Einmarsch der Alliierten in Münster, im April 1945, wurde Walbaum verhaftet und blieb bis Januar 1947 in Internierungshaft. Im Entnazifizierungsverfahren wurde er in die Stufe III eingeordnet, was eine Rückkehr in den öffentlichen Dienst unmöglich machte.
Ende Januar 1948 stellte die Polnische Mission für Kriegsverbrecherangelegenheiten bei der britischen Militärregierung einen Auslieferungsantrag bezüglich Walbaum. In dem mit belastenden Zeugenaussagen und Dokumenten belegten Antrag wurde Walbaum von polnischer Seite u. a. beschuldigt, im Generalgouvernement Euthanasiemaßnahmen sowie die Erschießung von Fleckfieberkranken mitverantwortet zu haben. (In einem Aufsatz Fleckfieber und Volkszugehörigkeit in Polen hatte Walbaum das Fleckfieber in Polen als „rein jüdische Krankheit“ bezeichnet). Da für Walbaum im August 1948 und nochmals wenige Monate später deutsche Entlastungszeugen in einem Verfahren vor dem Auslieferungstribunal aussagten, wurde er nicht an Polen ausgeliefert.
Walbaum lebte in Hannover-Vinnhorst und war dort als homöopathischer Arzt tätig. Ein Anfang der 1960er Jahre durch die Staatsanwaltschaft Hannover gegen Walbaum eingeleitetes Ermittlungsverfahren wegen des Verdachts auf Beihilfe zum Mord (Krankenmorde im ehemaligen Generalgouvernement) wurde im November 1968 eingestellt.